# Rozsohuvata, Letîciv
Rozsohuvata (în ucraineană Розсохувата) este un sat în comuna Ialînivka din raionul Letîciv, regiunea Hmelnîțkîi, Ucraina.

## Demografie
Componența lingvistică a localității Rozsohuvata
     Ucraineană (98,91%)
     Română (1,09%)
Conform recensământului din 2001, majoritatea populației localității Rozsohuvata era vorbitoare de ucraineană (98,91%), existând în minoritate și vorbitori de română (1,09%).